# Karen Gerbrands
Karen Gerbrands (Delft, 29 augustus 1967) is een Nederlands oud-politica namens de Partij voor de Vrijheid (PVV).

## Biografie
Gerbrands was meer dan vijftien jaar werkzaam als verpleegkundige. Van 17 juni 2010 tot 20 september 2012 was Gerbrands lid van de Tweede Kamer der Staten-Generaal. Ze was woordvoerder medische ethiek voor de partij. Vanaf 11 maart 2010 tot haar aantreden in de Tweede Kamer was zij gemeenteraadslid van Den Haag. Bij de verkiezingen in 2012 voor de Tweede Kamer viel ze als nummer 16 op de lijst buiten de boot.
Op 13 januari 2015 werd Gerbrands geïnstalleerd als lid van de Tweede Kamer in een tijdelijke vervanging vanwege zwangerschapsverlof van Fleur Agema tot en met 4 mei 2015. Daarna was zij van 23 maart 2017 tot 12 december 2018 Tweede Kamerlid. Emiel van Dijk volgde haar op. Gerbrands was goed bevriend met partijgenote Willie Dille die zelfmoord pleegde in 2018. Hierna voelde ze zich weinig gesteund binnen de Tweede Kamerfractie. Was nadien in de periode 2018-2022 vanwege ziekte langdurig afwezig als gemeenteraadslid, maar liet zich niet vervangen. Vanaf 2015 is zij bestuursvoorzitter van Stichting "Vrienden logeergezin Willie", een opvanghuis voor gehandicapte kinderen van Willie Dille.
- Parlement.com: vier1aaq53zk